# Kuthy Patrícia
Kuthy Patrícia (Szolnok, 1975. július 1. –) Domján Edit-díjas magyar színésznő.

## Életpályája
1975-ben született. A szolnoki Verseghy Ferenc Gimnáziumban érettségizett. A főiskola előtt három éven át a Madách Színház stúdiójának növendéke volt. 2001-ben végzett a Színház- és Filmművészeti Főiskolán, gyakorlatát a József Attila Színházban töltötte. 2001-től a nyíregyházi Móricz Zsigmond Színház tagja, mellette szerepel a Madách Színházban is. Tanított a nagykállói Korányi Frigyes Gimnázium drámatagozatán és Nyíregyházán, a Művészeti Szakközépiskolában.
Párja: Illyés Ákos színész.

## Fontosabb színházi szerepei
A Színházi adattárban regisztrált bemutatóinak száma: 77.
- Molnár Ferenc: Az üvegcipő - Irma,
- Barta Lajos: Szerelem - Böske,
- Sztevanovity-Presser-Horváth: A padlás - Kölyök,
- Herman - Fierstein: Őrült nők ketrece - Anne,
- Dosztojevszkij: Ördögök - Marja Satova,
- Forgách András: Móricz szerelmei - Mária,
- Fenyő - Tasnádi: Made in Hungária - Vera,
- Beaumarchais: Figaro házassága, avagy egy őrült nap - Susanne,
- Updike: Eastwicki boszorkányok - Sukie,
- Molnár Ferenc: A Pál utcai fiúk - Nemecsek,
- Dés - Geszti - Békés: A dzsungel könyve - Túna,
- Goldoni: Chioggiai csetepaté - Checca,
- Zerkovitz - Szilágyi: Csókos asszony - Pünkösdi Kató,
- Müller P.- -Tolcsvay L. - Müller P. Sz.: Isten pénze: Fanny
- Thomas Mann: Mario és a varázsló: Silvestra,
- T.S. Eliot - A. L. Webber: Macskák: Jemima,
- Stein-Bock-Harnick: Hegedűs a háztetőn: Bjelke
- Chicago: Cseng Li
- Páratlan páros II.: Vicki Smith
- Az Operaház Fantomja: Meg Giry

## Filmek, tv
- Kisváros

- Veszélyes napraforgók 1-2. rész (2001)
- Halálügyész  (2018)
- Lélekpark (2021)

## Díjak
- Soós Imre-díj (2006)
- Domján Edit-díj (2010)